# Ritratto di Cornelius van der Geest

## Descrizione
Questo ritratto, dipinto da Antoon van Dyck, rappresenta Cornelius van der Geest, mercante di spezie di Anversa e decano della Gilda dei Mercanti. Fu un ricco collezionista d'arte ed un munifico mecenate: aiutò Rubens all'inizio della sua carriera, e possedette molti suoi dipinti.